# 志摩町 (三重県)
志摩町（しまちょう）は、かつて三重県志摩郡にあった町。南勢地域（伊勢志摩）に含まれる。
志摩半島最南端に位置していた。2004年（平成16年）10月1日、志摩郡浜島町、大王町、阿児町、磯部町と合併して志摩市が発足し、自治体としての志摩町は廃止された。

## 地理
- 山 - 金毘羅山、黒森山
- 河川 - 小法師川、江田川
- 運河 - 深谷水道
- 島 - 間崎島、和具大島、小島、座賀島

隣接していた自治体
- 大王町

## 歴史

### 沿革
- かつては志摩郡ではなく英虞郡に含まれていた。
- 1954年（昭和29年）12月1日 - 和具町・片田村・布施田村・越賀村・御座村が合併して発足。
- 2004年（平成16年）10月1日 - 浜島町・大王町・阿児町・磯部町と合併して志摩市が発足。同日志摩町廃止。

### 町名決定の経緯
合併前の5町村内の住民に対して一般公募を行い、603点の応募の中から5候補に絞り込み、1954年7月19日に合併協議会での投票で「志摩町」に決定した。しかし5町村の中心である和具町で新町名に対する反対運動が起き、2か月にわたって議論が紛糾したが、鵜方町を中心とする7町村（後の阿児町）が新町名として「志摩町」を採用しようとしたため、和具町民も新町名賛成に転じ、志摩町となった。

## 行政
歴代町長
| 代 | 町長       | 任期                            |
| 1  | 笹山竹之丞 | 1954年12月30日 - 1962年12月24日 |
| 2  | 松井太助   | 1962年12月25日 - 1966年11月14日 |
| 3  | 濱野佐太雄 | 1966年12月25日 - 1970年12月24日 |
| 4  | 山本史呂   | 1970年12月25日 - 1978年12月24日 |
| 5  | 松井秀     | 1978年12月25日 - 1980年6月1日   |
| 6  | 西川幸孝   | 1980年7月13日 - 1988年7月12日   |
| 7  | 井田久彌   | 1988年7月13日 - 1999年10月23日  |
| 8  | 大口秀和   | 1999年10月24日 - 2004年9月30日  |

- 医療機関 - 志摩町国民健康保険前島病院

## 人口
以下は国勢調査による。
| 1955年（昭和30年） | 18,162人 |  |
| 1960年（昭和35年） | 18,142人 |  |
| 1965年（昭和40年） | 18,176人 |  |
| 1970年（昭和45年） | 17,190人 |  |
| 1975年（昭和50年） | 16,828人 |  |
| 1980年（昭和55年） | 16,378人 |  |
| 1985年（昭和60年） | 16,564人 |  |
| 1990年（平成2年）  | 15,865人 |  |
| 1995年（平成7年）  | 15,501人 |  |
| 2000年（平成12年） | 14,727人 |  |

## 経済
産業
- 真珠養殖業
- 沿岸漁業
  - アワビ
  - イセエビ

## 姉妹都市・提携都市
国内
- 岐阜県郡上郡白鳥町
合併してもお互い地域として交流を続けている。

## 教育

### 高等学校
- 三重県立水産高等学校

### 中学校
- 志摩町立片田中学校
- 志摩町立越賀中学校
- 志摩町立和具中学校

### 小学校
- 志摩町立片田小学校[5]
- 志摩町立越賀小学校[5]
- 志摩町立御座小学校 （休校中）[5]
- 志摩町立布施田小学校[5]
- 志摩町立和具小学校間崎分校（志摩市に移行後廃校）
- 志摩町立和具小学校[5]

## 交通

### 道路交通
- 路線バス
  - 三重交通志摩営業所管内（御座港 - 鵜方駅前 - 磯部バスセンター）
- 一般国道
  - 国道260号
- 三重県道
  - 三重県道729号東浦田線

### 海上交通
- 志摩マリンレジャー（和具浦港 - 賢島港、御座港 - 浜島港）

## 娯楽
- 和具パール劇場 - 映画館（和具）
- 和具劇場 - 映画館（和具）

## 名所・旧跡・観光スポット・祭事・催事

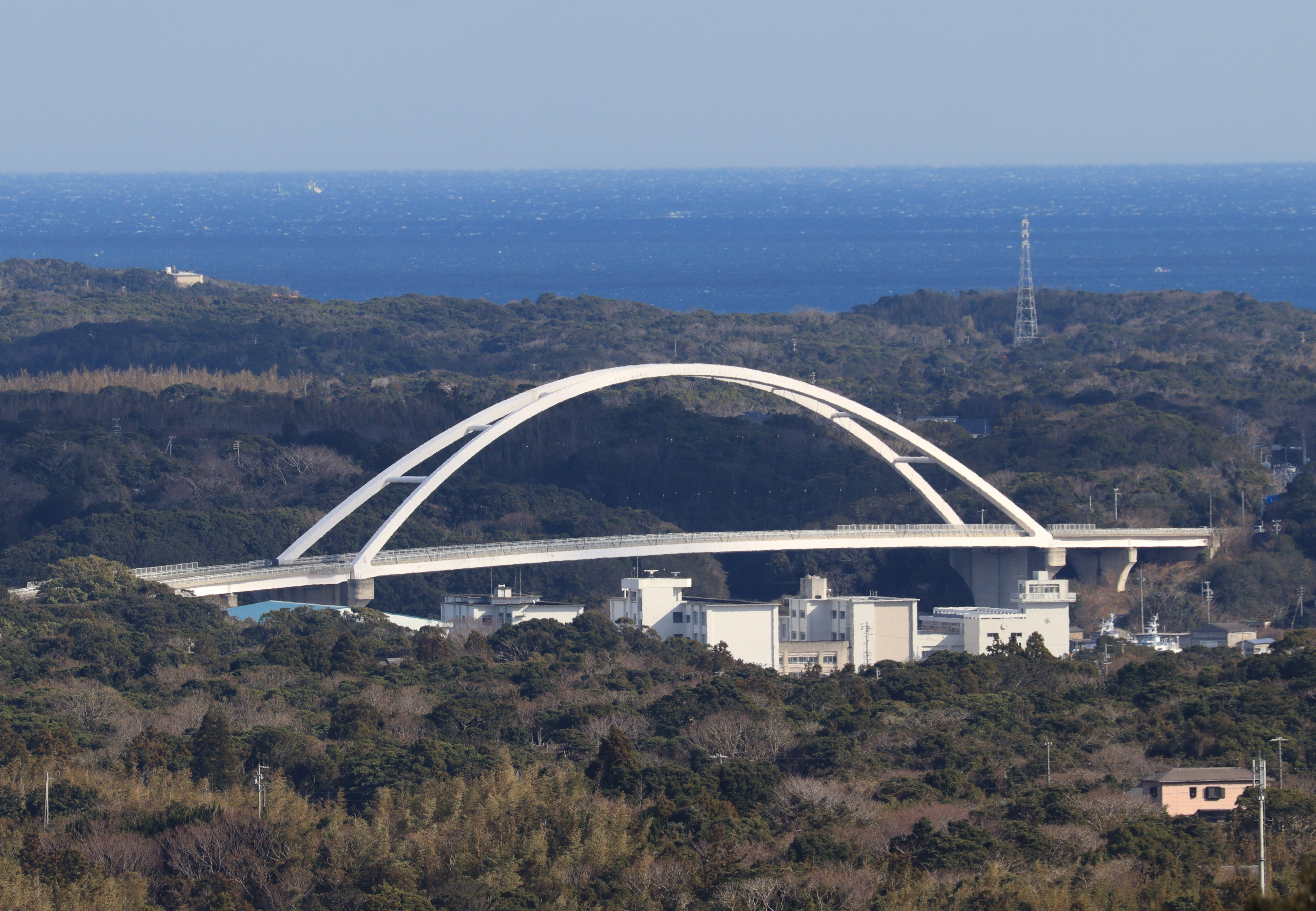
近畿自然歩道の金毘羅山展望台から望む国道260号の志摩大橋（パールブリッジ）と太平洋

- 志摩町総合スポーツ公園
- 大島祭り（潮かけ祭り）
- 小島祭り
- 弓引き神事 等
- 志摩大橋（パールブリッジ）[6]

## 出身有名人
- 平賀亀祐 - 画家
- 伊東里き - 北米移住に尽力。アメリカで助産師になった初めての日本人。
- 西岡恭蔵 - シンガーソングライター
- 山口舞 - バレーボール選手（岡山シーガルズ）
- 志摩ノ海航洋 - 大相撲力士（木瀬部屋）[7]
- 石原円吉[8] - 実業家[8]、衆議院議員

## その他
- 日本の音風景百選 - 麦崎の海女の磯笛
- 日本の道百選 - 長田橋 長田小公園付近
- 日本の海水浴場八十八選 - 御座白浜海水浴場